# L.J.ホーズ
ジェローム・オブライアン・ホーズ（Jerome O'Bryan Hoes, 1990年3月5日 - ）は、アメリカ合衆国ワシントンD.C.出身の元野球選手。外野手、右投右打。

## 経歴

### オリオールズ時代
2008年、MLBドラフト3巡目（全体81位）でボルチモア・オリオールズから指名され、6月14日に入団。
2012年9月11日にメジャー初昇格を果たし、9月25日のトロント・ブルージェイズ戦でメジャーデビュー。代走として出場した。

### アストロズ時代
2013年7月31日にバド・ノリスとのトレードで、ジョシュ・ヘイダーと共にヒューストン・アストロズへ移籍した。同日の古巣・オリオールズ戦に「2番・右翼手」でスタメン出場。5打数無安打だった。
2014年オフには、リーガ・ベネソラーナ・デ・ベイスボル・プロフェシオナルのレオネス・デル・カラカスでプレーした。ここでの登録名は、「ジェローム・ホーズ」だった。
2015年には出番が激減し、8試合の出場に留まった。だが、非常に限られた機会ながら打撃は上向き、打率.267をマークした。守備面では右翼手と左翼手を守り分け、DRS +2・無失策と安定した守備を見せた。11月20日にDFAとなった。

### オリオールズ復帰
2015年11月25日、金銭トレードでボルチモア・オリオールズに移籍した。
2016年1月26日、エフレン・ナバーロの加入に伴いDFAとなり、2月4日にAAA級ノーフォーク・タイズに降格した。2018年11月28日にFAとなった。